# Neunforn
Neunforn est une commune suisse du canton de Thurgovie, située dans le district de Frauenfeld.